# Medalla de la Campaña (1936-1939)
La Medaglia per la campagna del 1936-1939 (in spagnolo: Medalla de la Campaña 1936-1939) fu una decorazione militare spagnola. La medaglia venne assegnata durante la Guerra civile spagnola.

## Caratteristiche
Questa medaglia è stata realizzata in forma anonima dallo scultore spagnolo José Herrero Sánchez, (Salamanca (Spagna), 3 aprile 1910 - Olavarria (Argentina), 23 giugno 1980).
L'insegna su questa medaglia era di forma circolare e misurava 37 millimetri di diametro e tre millimetri di spessore. L'interno era tinto di nero con alcuni elementi e il bordo in oro.

### Dritto
Sul dritto era rappresentato un leone che combatteva con un drago insieme a una falce e un martello, simbolo del comunismo. Dietro le figure del leone e del drago si vedeva la Croce Laureata di San Ferdinando, realizzata in metallo dorato e, nella parte superiore, un sole nascente accompagnato dalla scritta "17 luglio 1936" situata nel quadrante superiore sinistro indicato. Per la Croce Laureata. Il bordo era decorato con due rami, uno di alloro e l'altro di quercia.

### Retro
Sul retro c'era lo scudo Franco con l'Aquila di San Juan in volo e realizzato in metallo dorato, il giogo e il fascio di frecce, un elmo da guerra e l'espressione "Arriba España". Sul confine si legge la legenda "GENESSMO FRANCO, VICTOR, UNA GRANDE LIBRE IMPERIAL ML.HSP.GLOR". (Acronimo latino che in spagnolo significa "Una più grande gloria della Spagna").

### Nastro
C'erano due versioni del nastro:
 Fronte 
(Per il servizio in fronte)
 Retroguardia 
(Per il servizio nelle retroguardie)